# Девід Меннінг
Сер Де́від Ме́ннінг (англ. David Manning; нар. 5 грудня 1949) — британський дипломат, постійний представник Великої Британії при НАТО (у 2001 році), постійній член ради Міжнародного інституту стратегічних досліджень, зовнішньополітичний радник прем'єр-міністра Тоні Блера (у період участі Великої Британії в Іракській війні), особистий наставник і радник герцогині Кембриджської.
На дипломатичній службі з 1972 року. Обіймав різні посади в Парижі (1984—1988), Москві (1990—1993), Тель-Авіві (1995—1998), Вашингтоні (2003—2007).

## Нагороди
- Орден Святого Михайла і Святого Георгія — 2008
- Королівський Вікторіанський орден — 2007